# (2664) Everhart
(2664) Everhart (1934 RR; 1967 RT; 1978 PQ3) ist ein ungefähr elf Kilometer großer Asteroid des inneren Hauptgürtels, der am 7. September 1934 vom deutschen (damals: NS-Staat) Astronomen Karl Wilhelm Reinmuth an der Landessternwarte Heidelberg-Königstuhl auf dem Westgipfel des Königstuhls bei Heidelberg (IAU-Code 024) entdeckt wurde.

## Benennung
(2664) Everhart wurde nach Edgar Everhart (1920–1990) benannt, der ab 1969 in der Abteilung für Astrophysik der University of Denver war sowie Direktor des Chamberlain Observatory (IAU-Code 708) war. Die Benennung wurde vom US-amerikanischen Astronomen Brian Marsden vorgeschlagen.